# Yoichiro Kakitani
Yoichiro Kakitani (柿谷 曜一朗, Kakitani Yoichiro, Osaka, 3 januari 1990) is een Japans voetballer die van nature een aanvallende middenvelder is, maar ook wordt gebruikt als spits. Hij verruilde in januari 2016 FC Basel voor Cerezo Osaka, nadat hij in 2014 de overstap had gemaakt van Osaka naar Basel. In 2013 debuteerde hij in het Japans voetbalelftal.

## Carrière

### Cerezo Osaka
Yoichiro Kakitani kwam op 4-jarige leeftijd in de jeugdopleiding van Cerezo Osaka terecht en werd beschouwd als een heel groot talent. In 2006 tekende hij op 16-jarige leeftijd al zijn eerste profcontract voor de club, een record. Op 26 november 2006 maakte hij zijn J-League debuut in de wedstrijd tegen Omiya Ardija.
In het begin toonde Kakitani soms slecht gedrag, iets waar trainer  Levir Culpi hem vaak voor waarschuwde. Uiteindelijk verloor Kakitani de concurrentiestrijd van Takashi Inui en Shinji Kagawa en tussen 2009 en 2011 verhuurde Cerezo hem aan Tokushima Vortis , waar hij 97 wedstrijden voor heeft gespeeld. In 2012 kwam hij weer terug en sindsdien is hij een vaste kracht in het elftal van Cerezo.
Op 30 november 2013 scoorde Kakitani tegen Kashima Antlers in speelronde 33 zijn 19e doelpunt van het seizoen in de J-League. Hij verbrak daarmee het record van oud-speler Hiroaki Morishima die in 1998 18 doelpunten scoorde in één J-League seizoen. Uiteindelijk speelde Kakitani alle 34 wedstrijden in het seizoen 2013 en scoorde het in totaal 21 doelpunten.
Op 10 december 2013 tijdens de J-League Awards van 2013 won Kakitani samen met Hisato Sato de Fair Play Award en stond hij ook in het Elftal van het Jaar. Zijn doelpunt in speelronde 33 tegen Kashima Antlers werd gekozen tot Doelpunt van het Jaar.
Op 15 juli 2014 speelde Kakitani zijn laatste wedstrijd in het shirt van Cerezo Osaka tegen Kawasaki Frontale. Cerezo verloor dat duel met 1-2.

### FC Basel
Op 7 juli 2014 maakte FC Basel bekend dat Yoichiro Kakitani een contract voor vier seizoenen heeft getekend bij de Zwitserse landskampioen.. Hij maakte zijn debuut op 2 augustus 2014 tegen FC Thun. Kakitani viel in de 77e minuut in voor Mohamed Elneny. FC Basel won de wedstrijd met 2-3. Kakitani scoorde op 9 augustus 2014 in zijn tweede wedstrijd voor Basel zijn eerste doelpunt in dienst voor de club tegen FC Zürich. Ook gaf hij in diezelfde wedstrijd een assist. FC Basel won deze wedstrijd uiteindelijk met 4-1.
Op 16 september 2014 maakte Yoichiro Kakitani zijn Champions League debuut. Hij viel in de 64e minuut in voor Walter Samuel in de 5-1 verloren wedstrijd tegen Real Madrid.

## Interlandcarrière
Hij werd gekozen tot meest waardevolle speler (MVP) bij het AFC Onder 17 in 2006, nadat hij met Japan onder 17 het toernooi won. Kakitani scoorde toen vier doelpunten. Ook trainde Kakitani mee met de jeugd van Arsenal FC en Inter Milan.
In 2007 deed hij met Japan Onder 17 mee aan het WK Onder 17 in Zuid-Korea. Tegen Frankrijk scoorde hij toen een spectaculaire goal vanaf de middenlijn.
Op 15 juli 2013 riep bondscoach Alberto Zaccheroni van het Japanse nationale team Kakitani voor het eerst op voor de Oost-Aziatisch voetbalkampioenschap dat wordt gehouden in Zuid-Korea. Hij maakte op 21 juli 2013 zijn debuut voor Samurai Blue tegen China (3-3). In die wedstrijd scoorde hij gelijk zijn eerste doelpunt en gaf hij één assist op teamgenoot Masato Kudo. Kakitani kwam in de tweede ronde niet in actie tegen Australië. Op 28 juli 2013 speelde hij met Japan wel tegen Zuid-Korea in de derde en laatste ronde van het toernooi. Hij scoorde tweemaal, waardoor Japan de wedstrijd met 2-1 wist te winnen en het toernooi won. Kakitani werd met drie treffers uiteindelijk topscorer van het toernooi.
Op 16 november 2013 speelde Japan tegen het Nederlandse elftal een oefenwedstrijd (2-2). Kakitani begon op de bank en viel in de 73e minuut in. Op 19 november 2013 begon Kakitani tegen België (2-3 winst) in de basis en gaf hij een schitterende assist op teamgenoot Shinji Okazaki. Dit was de 1-3 in die wedstrijd. Eerder die wedstrijd scoorde hij met een kopbal (1-1) ook al zijn vierde treffer voor Japan in negen interlands.
In de zomer van 2014 maakt Kakitani deel uit van de WK selectie van Japan tijdens het WK voetbal in Brazilië.

## Statistieken

### Club
| Club             | Seizoen         | Competitie | Competitie | Emperor's Cup | Emperor's Cup | J-League Cup | J-League Cup | Azië   | Azië   | Totaal | Totaal |
| Club             | Seizoen         | Wed.       | Dlp.       | Wed.          | Dlp.          | Wed.         | Dlp.         | Wed.   | Dlp.   | Wed.   | Dlp.   |
| ---------------- | --------------- | ---------- | ---------- | ------------- | ------------- | ------------ | ------------ | ------ | ------ | ------ | ------ |
| Cerezo Osaka     | 2006            | 1          | 0          | 0             | 0             | 0            | 0            | 0      | 0      | 1      | 0      |
| Cerezo Osaka     | 2007            | 21         | 2          | 1             | 0             | -            | -            | 0      | 0      | 22     | 2      |
| Cerezo Osaka     | 2008            | 24         | 0          | 0             | 0             | -            | -            | 0      | 0      | 24     | 0      |
| Cerezo Osaka     | 2009            | 6          | 2          | -             | -             | -            | -            | 0      | 0      | 6      | 2      |
| Cerezo Osaka     | Totaal          | 52         | 4          | 1             | 0             | 0            | 0            | 0      | 0      | 53     | 4      |
| Tokushima Vortis | 2009            | 27         | 4          | 1             | 0             | -            | -            | 0      | 0      | 28     | 4      |
| Tokushima Vortis | 2010            | 34         | 4          | 2             | 0             | -            | -            | 0      | 0      | 36     | 4      |
| Tokushima Vortis | 2011            | 36         | 6          | 1             | 0             | -            | -            | 0      | 0      | 37     | 6      |
| Tokushima Vortis | Totaal          | 97         | 14         | 4             | 0             | -            | -            | 0      | 0      | 101    | 14     |
| Cerezo Osaka     | 2012            | 30         | 11         | 3             | 1             | 7            | 5            | 0      | 0      | 40     | 17     |
| Cerezo Osaka     | 2013            | 34         | 21         | 0             | 0             | 8            | 3            | 0      | 0      | 42     | 24     |
| Cerezo Osaka     | 2014            | 15         | 1          | 0             | 0             | 0            | 0            | 5      | 4      | 20     | 5      |
| Cerezo Osaka     | Totaal          | 79         | 33         | 3             | 1             | 15           | 8            | 5      | 4      | 102    | 46     |
| Club             | Seizoen         | Competitie | Competitie | Beker         | Beker         | Overig       | Overig       | Europa | Europa | Totaal | Totaal |
| Club             | Seizoen         | Wed.       | Dlp.       | Wed.          | Dlp.          | Wed.         | Dlp.         | Wed.   | Dlp.   | Wed.   | Dlp.   |
| FC Basel         | 2014-2015       | 14         | 3          | 3             | 4             | 0            | 0            | 3      | 0      | 20     | 7      |
| FC Basel         | 2015-2016       | 4          | 1          | 2             | 0             | 0            | 0            | 0      | 0      | 6      | 1      |
| FC Basel         | Totaal          | 18         | 4          | 5             | 4             | 0            | 0            | 3      | 0      | 26     | 8      |
| Club             | Seizoen         | Competitie | Competitie | Emperor's Cup | Emperor's Cup | J-League Cup | J-League Cup | Azië   | Azië   | Totaal | Totaal |
| Club             | Seizoen         | Wed.       | Dlp.       | Wed.          | Dlp.          | Wed.         | Dlp.         | Wed.   | Dlp.   | Wed.   | Dlp.   |
| Cerezo Osaka     | 2016            | 10         | 2          | 0             | 0             | 0            | 0            | 0      | 0      | 10     | 2      |
| Cerezo Osaka     | Totaal          | 10         | 2          | 0             | 0             | 0            | 0            | 0      | 0      | 10     | 2      |
| Carrière totaal  | Carrière totaal | 256        | 57         | 13            | 5             | 15           | 8            | 8      | 4      | 292    | 74     |

Laatste update: 2 mei 2016.

### Internationaal
| Nationaal team | Jaar | Wed. | Dlp. |
| -------------- | ---- | ---- | ---- |
| Japan U-17     |      |      |      |
| 2005           | 1    | 0    |      |
| 2006           | 5    | 4    |      |
| 2007           | 3    | 2    |      |
| Totaal         | 9    | 6    |      |
| Japan U-20     |      |      |      |
| 2007           | 4    | 2    |      |
| 2008           | 2    | 0    |      |
| 2009           | 2    | 1    |      |
| Totaal         | 8    | 3    |      |
| Japan          |      |      |      |
| 2013           | 9    | 4    |      |
| 2014           | 9    | 1    |      |
| Totaal         | 18   | 5    |      |

## Erelijst
FC Basel
- Raiffeisen Super League

2015

### Met Japan
- AFC onder 17 kampioenschap voetbal (1) : 2006
- Oost-Aziatisch voetbalkampioenschap (1) : 2013

### Individueel
- AFC U-17 Meest Waardevolle Speler (1) : 2006
- Topscorer Oost-Aziatisch voetbalkampioenschap (1) : 2013
- J1 League Speler van de Maand (1) : Mei 2013
- J1 League Fair Play Award (1) : 2013
- J1 League Doelpunt van het Jaar (1) : 2013
- J1 League Best XI (1) : 2013